# FictionBook
FictionBook е отворен XML- базиран формат за електронни книги, който произхожда и придобива популярност в Русия. Файловете на FictionBook имат разширение .fb2. Някои четци поддържат и FictionBook файлове, компресирани от ZIP (.fb2.zip или .fbz)
Форматът на FictionBook не специфицира изгледа на документа; вместо това той описва неговата структура. Например, има специални етикети за епиграфи, стихове и цитати. Всички метаданни, като име на автора, заглавие и издател също присъстват в ebook файла. Това прави формата удобен за автоматична обработка, индексиране и управление на колекции от електронни книги и позволява автоматично преобразуване в други формати.

## Характеристики на FictionBook
- Свободен и отворен формат с множество хардуерни и софтуерни реализации
- Без DRM
- Поддържа преформатиране
- Проста семантична маркировка
- Оптимизиран за разказвателна литература
- Вгражда метаданни, предлага собствена схема за описание на жанра
- Поддържа Unicode
- Документите могат да съдържат:
  - Структуриран текст, организиран във вложени секции (със или без заглавия)
  - Субтитри (които не се показват в съдържанието)
  - Епиграфи
  - Поезия
  - Цитати
  - Референции и бележки под линия
  - Таблици (но не всички четци ги поддържат)
  - Растерни изображения (PNG или JPEG)
- Вградено форматиране:
  - Силен (обикновено удебелен)
  - Емфатичност (обикновено наклонено или наклонено)
  - Зачеркване
  - Горен индекс
  - Долен индекс
  - Изходен код (обикновено в шрифт с еднаква ширина на буквите)

## Разлики с други ebook формати
За разлика от други формати на eBook (напр. EPub), документ FictionBook се състои от един XML файл. Изображенията се преобразуват в Base64 и се намират вътре в <binary> маркер, така че размерът на вградените изображения се увеличава с около 37%. Файловете на FictionBook често се разпространяват в Zip архиви, а повечето хардуерни и софтуерни четци могат да работят директно с компресирани файлове на FictionBook (* .fb2.zip). Метаданните и обикновените текстови данни са поставени винаги в началото на FictionBook файла, докато тежките изображения са поставени в края му. Това позволява на софтуера да започне показва или обработва FictionBook фала преди той изцяло да е наличен.
FictionBook е предпочитания формат някои електронни библиотеки, управлявани от общността. Той не позволява управление на цифрови права от никакъв вид.

## Софтуерна и хардуерна поддръжка
Форматът се поддържа от четци на електронни книги като FBReader, AlReader, Haali Reader, STDU Viewer, CoolReader, Fly Reader, Okular, Ectaco jetBooks, Документи за iOS и някои други. Firefox може да чете FictionBook, след инсталирането на разширение: FB2 Reader. Много производители на хардуер поддържат FictionBook в своите фърмуери: BeBook One, BeBook Mini и BeBook Club в Европа (и други устройства, базирани на Hanlin V3 и V5), всички PocketBook четци, COOL-ER устройства, Cybook Opus и Cybook Gen3 и ASUS Eee Reader DR900, Устройствата, базирани на дизайна на Hanvon N516, могат да четат FictionBook, ако се инсталира специализиран фърмуер на OpenInkpot; това е фабрична настройка за Azbooka 516. Устройствата на Kindle, Barnes & Noble на Amazon и устройствата на Sony не поддържат FictionBook директно.
Преобразуването в и от файловете на FictionBook2 (.fb2 и .fbz) е възможно чрез многоплатформения софтуер за управление на електронни книги Calibre. Преобразуването във формат FictionBook2, но не и от него, също е достъпно чрез „Pandoc“.